# Henrik Samuelsson
Henrik Samuelsson, född 7 februari 1994, är en amerikansk-svensk professionell ishockeyforward som spelar för Rockford IceHogs i AHL.
Han har tidigare spelat på NHL-nivå för Arizona Coyotes och på lägre nivåer för Bakersfield Condors, Tucson Roadrunners, Springfield Falcons och Portland Pirates i AHL, Idaho Steelheads i ECHL, Modo Hockey i Elitserien, Edmonton Oil Kings i WHL och Team USA i USHL.
Samuelsson draftades i första rundan i 2012 års draft av Phoenix Coyotes som 27:e spelare totalt.
Han vann Memorial Cup med Oil Kings för säsong 2013-2014.

## Privatliv
Henrik Samuelsson är son till den före detta ishockeyspelaren och dubbla Stanley Cup-mästaren Ulf Samuelsson och yngre bror till ishockeyspelaren Philip Samuelsson.

## Statistik
| 2009–2010  | PF Changs              | T1EHL U16     | 8   | 5  | 2   | 7   | 25  | —  | —  | —  | —  | —   |
|            | PF Changs              | T1EHL U18     | 37  | 12 | 23  | 35  | 73  | —  | —  | —  | —  | —   |
| 2010–2011  | Team USA               | USHL          | 27  | 4  | 7   | 11  | 78  | —  | —  | —  | —  | —   |
|            | U.S. National U17 Team |               | 38  | 12 | 16  | 28  | 98  | —  | —  | —  | —  | —   |
|            | U.S. National U18 Team |               | 16  | 3  | 4   | 7   | 14  | —  | —  | —  | —  | —   |
| 2011–2012  | Modo Hockey            | Elitserien    | 15  | 0  | 2   | 2   | 12  | —  | —  | —  | —  | —   |
|            | Modo J20               | J20 Superelit | 16  | 4  | 5   | 9   | 22  | —  | —  | —  | —  | —   |
|            | Edmonton Oil Kings     | WHL           | 28  | 7  | 16  | 23  | 42  | 17 | 4  | 10 | 14 | 20  |
| 2012–2013  | Edmonton Oil Kings     | WHL           | 69  | 33 | 47  | 80  | 97  | 22 | 11 | 8  | 19 | 43  |
| 2013–2014  | Edmonton Oil Kings     | WHL           | 65  | 35 | 60  | 95  | 97  | 21 | 8  | 15 | 23 | 51  |
| 2014–2015  | Arizona Coyotes        | NHL           | 3   | 0  | 0   | 0   | 2   | —  | —  | —  | —  | —   |
|            | Portland Pirates       | AHL           | 68  | 18 | 22  | 40  | 56  | 5  | 2  | 3  | 5  | 13  |
| 2015–2016  | Springfield Falcons    | AHL           | 43  | 3  | 9   | 12  | 30  | —  | —  | —  | —  | —   |
| 2016–2017  | Tucson Roadrunners     | AHL           | 20  | 2  | 1   | 3   | 16  | —  | —  | —  | —  | —   |
|            | Bakersfield Condors    | AHL           | 5   | 0  | 0   | 0   | 4   | —  | —  | —  | —  | —   |
| 2017–2018  | Idaho Steelheads       | ECHL          | 49  | 16 | 27  | 43  | 96  | —  | —  | —  | —  | —   |
|            | Rockford IceHogs       | AHL           | 25  | 9  | 3   | 12  | 33  | 4  | 0  | 0  | 0  | 2   |
| 2018–2019  | Rockford IceHogs       | AHL           | —   | —  | —   | —   | —   | —  | —  | —  | —  |     |
| NHL totalt | NHL totalt             | NHL totalt    | 3   | 0  | 0   | 0   | 2   | —  | —  | —  | —  | —   |
| AHL totalt | AHL totalt             | AHL totalt    | 161 | 32 | 35  | 67  | 139 | 9  | 2  | 3  | 5  | 15  |
| WHL totalt | WHL totalt             | WHL totalt    | 162 | 75 | 123 | 198 | 236 | 60 | 23 | 33 | 56 | 114 |